# José María Ruiz Ruiz
José María Ruiz Ruiz (Guadalajara, 1971) es un artista plástico español  afincado en Tenerife. Su obra abarca desde la pintura hasta el muralismo, además se puede encontrar en su obra fusión de materiales y disciplinas. 
Cuenta con colecciones en Bélgica, España, Inglaterra y País de Gales, y entre sus galardones se encuentra el segundo premio de la Bienal Regional 2008 en Tenerife y el premio Óscar Domínguez.

## Trayectoria
Ruiz estudió Bellas Artes en la Universidad de La Laguna donde se licenció. Su formación no terminó ahí y la completó con otra licenciatura en el Instituto Superior de Bellas Artes de Flanders (H.I.S.K.), en Amberes, Bélgica. Es precisamente en Amberes, en el año 1999, donde comienza a exponer su obra en colectivas. Los siguientes diez años, mostrará su obra tanto en Canarias como en Bélgica, donde también realiza su primera exposición individual en 2001 titulada Process@Pastiche@Journey, en Knokke Heist.
Entre sus exposiciones individuales destacan 'Cumpleaños feliz' que viajó de Tenerife a Las Palmas y a Oporto; 'Efímero', en la Fundación Maphre Guanarteme]; 'Bosque "ex novo"' y 'Tempus fugit', ambas en el Círculo de Bellas Artes de Tenerife.